# Nancy Morejón
Nancy Morejón, née en 1944 à La Havane, est une poétesse, critique et essayiste cubaine. Elle a reçu la Couronne d'or des Soirées poétiques de Struga. Elle est « la femme poète la plus connue et la plus traduite du Cuba post-révolutionnaire ».

## Biographie
Elle naît et grandit dans un quartier de la vieille ville de La Havane de parents ouvriers d'ascendance africaine.
Elle est diplômée avec mention de l'Université de La Havane après avoir étudié la littérature caribéenne et française, et elle parle couramment le français et l'anglais. Elle a ensuite enseigné le français. Elle est une traductrice appréciée du français et de l'anglais vers l'espagnol, en particulier d'écrivains caribéens, dont Édouard Glissant, Jacques Roumain, Aimé Césaire, et René Depestre. Sa propre poésie a été traduite en anglais, allemand, français, portugais, galicien, russe, macédonien et autres langues, et est incluse dans l'anthologie 1992 Daughters of Africa, éditée par Margaret Busby. Depuis 2013, elle est directrice de Revista Union, journal de l'Unión de Escritores y Artistas de Cuba (l'Union des écrivains et artistes; UNEAC) ; en 2008, elle est élue présidente de la section des écrivains de l'UNEAC.
Elle est l'auteur d'un certain nombre d'ouvrages journalistiques, critiques et dramatiques. L'un des plus remarquables est son livre sur le poète Nicolás Guillén. En 1982, elle reçoit le Premio de la crítica cubain (Prix de la critique) pour Piedra Pulida, et en 2001 elle remporte le Prix national cubain de littérature, décerné pour la première fois à une femme noire. Ce prix national de littérature a été créé en 1983, Nicolás Guillén a été le premier à le recevoir. Elle reçoit également la couronne d'or des Soirées poétiques de Struga en 2006.
Elle donne des conférences dans des universités et a enseigné au Wellesley College et à l'Université du Missouri, qui, en 1995, ont organisé un symposium de deux jours sur son travail et publié les articles dans un numéro spécial de l'Afro-Hispanic Review. Howard University Press à Washington DC a publié en 1999 un recueil d'essais critiques sur son travail : Singular Like A Bird : The Art of Nancy Morejon, compilé et préfacé par Miriam DeCosta-Willis, Ph.D. Un recueil de ses poèmes intitulé Richard trajo su flauta y otros argumentos, édité par Mario Benedetti, Visor Books, a été publié à Madrid au printemps 2005.

## Thèmes de travail
Son travail explore un éventail de thèmes : la mythologie de la nation cubaine, la relation du peuple noir de Cuba au sein de cette nation. Elle exprime souvent une position intégrationniste, dans laquelle les cultures espagnole et africaine fusionnent pour créer une nouvelle identité cubaine. Une grande partie de son travail - et le fait qu'elle ait réussi au sein du régime cubain - la positionne comme une partisane du nationalisme cubain et de la révolution cubaine. En outre, elle s'exprime sur la situation des femmes au sein de sa société, exprimant sa préoccupation pour l'expérience vécue par les femmes au sein de la révolution cubaine et pour l'égalité raciale ; souvent, les femmes noires sont les protagonistes de ses poèmes, notamment dans le largement anthologisé Mujer Negra (Femme noire). Son travail traite également de l'esclavage comme expérience ancestrale. Elle traite aussi bien de thèmes politiques que de sujets intimes et familiaux.